# Municipio de Jagüey Grande
Municipio de Jagüey Grande är en kommun i Kuba.   Den ligger i provinsen Matanzas, i den västra delen av landet, 150 km sydost om huvudstaden Havanna.